# Pressens yrkesregler
Pressens etiska regler är 13 yrkesregler utfärdade av Svenska Journalistförbundet som journalister i Sverige ska följa vid utövandet av sitt yrke. Journalister som bryter mot yrkesreglerna kan anmälas till Journalistförbundets yrkesetiska nämnd (YEN). Anmälan kan göras på nämndens hemsida.

## Reglerna
Sedan oktober 2014 lyder reglerna:
1. Ta inte emot journalistiska uppdrag av personer utanför en redaktionell ledning.
2. Acceptera inte uppdrag, inbjudan, gåva, gratisresa eller annan förmån – och ingå inte avtal eller andra förbindelser – som kan misstänkliggöra din ställning som fri och självständig journalist.
3. Ge inte efter för påtryckningar från utomstående i avsikt att hindra eller inskränka berättigad publicitet eller i avsikt att skapa publicitet som inte är journalistiskt motiverad.
4. Använd inte din ställning som journalist, eller presskortet, till att utöva påtryckning för egen eller andras vinning eller till att skaffa privata förmåner.
5. Utnyttja inte för egen eller andras vinning opublicerade nyheter beträffande ekonomiska förhållanden eller åtgärder hos stat, kommuner, organisationer, företag eller enskilda.
6. Beakta journalistavtalens bestämmelse om att medarbetare inte får åläggas att utföra uppdrag som är förödmjukande eller som står i strid med medarbetarens övertygelse.
7. Visa särskild hänsyn mot ovana intervjupersoner. Upplys den intervjuade om huruvida samtal och annat material är avsett för publicering. Var försiktig med att återge uttalanden och annat material som icke-offentliga personer har publicerat i sociala medier.
8. Tillmötesgå rimliga önskemål från intervjuade personer om att i förväg få veta hur och var deras uttalanden återges.
9. Förfalska inte intervjuer eller bilder.
10. Visa hänsyn vid fotograferingsuppdrag, anskaffning av bilder och annat material, särskilt i samband med olyckor och brott.
11. Dold kamera och annan dold inspelning, som görs i syfte att publiceras, bör användas endast i undantagsfall, efter noga övervägande och när en journalistisk bedömning gjorts att informationen inte går att få på annat sätt. Före publicering ska de berörda så långt det är möjligt informeras om att den dolda inspelningen skett och varför den gjorts.
12. Respektera upphovsrätten vad avser text och bild och ljud.
13. Ange källan när en framställning huvudsakligen bygger på annans sakuppgifter.

Expressens Karin Olsson sade 2021 att hon ofta ser journalister bryta mot regel nummer 4 genom att på sociala medier klaga på dåliga kundupplevelser genom att pinga in bolag till sina kanaler där deras yrke framgår i journalistens profil. Expressens kulturskribenter fick 2024 recensera krogar och publicera dem med byline trots den skillnad det kan innebära när en restaurant blir varse att en matkritiker bedömer verksamheten. Anonymiteten för en matkritiker bedöms vara en hörnsten för att säkerställa att kritikern får samma behandling som alla andra.
Genom regel nummer 6 åtnjuter svenska journalister en form av samvetsfrihet genom att de kan välja att avstå från att skriva om något. Däremot gäller inte det omvända, och både journalisterna Marika Formgren och Ola Wong har beskrivit hur deras respektive arbetsgivare försökte förbjuda dem att skriva om vissa frågor.